# Afthonios
Afthonios (ca 350–400 e.Kr.), retoriklärare i Antiochia i romerska provinsen Syria idag Syrien. Skrev den mest spridda versionen av progymnasmata, en serie övningar för att bli en bättre talare.
Var elev till den store grekiske retorikläraren Libanios (314 - 393 e.Kr.) som öppnade en retorikskola i Antiochia 354 e.Kr.. När Afthonios var elev där och när han skrev sin progymnasmata vet man ej.
Förutom progymnasmata finns det endast en samling med 40 fabler bevarade av Afthonios.